# Margaret Booth (juge)
Cet article concerne la juge britannique. Pour la productrice américaine de films, voir Margaret Booth (productrice).
Margaret Booth (11 septembre 1933 - 1er janvier 2021) est une avocate et juge britannique. Elle est juge à la Haute Cour de justice anglaise de 1979 à 1994.

## Biographie
Margaret Myfanwy Wood Booth naît à Londres en 1933, enfant unique de Alec Booth, télégraphiste à la société Cable and Wireless, et de son épouse Lilian Booth, employée de la société Breves Lalique Galleries. Elle fait ses études secondaires au Northwood College de la Girls Public Day School Trust, dans le Middlesex, puis obtient en 1952 une bourse pour étudier le droit à l'University College de Londres, où elle est présidente de l'association des étudiants en droit. Elle prête serment en décembre 1955 après une formation au Middle Temple, malgré l'avis que reçoit son père « there is no place for women in the law ». Elle éprouve en effet des difficultés à s'installer comme avocate, plusieurs des cabinets qu'elle sollicite ne souhaitant pas travailler avec des femmes. Elle obtient finalement un stage de six mois non rémunéré auprès de James Comyn (en), puis un nouveau stage chez David Moylan, tous les deux favorables à la présence de femmes comme stagiaires, mais sans envisager de les embaucher ensuite. Elle trouve finalement une place au cabinet d'avocats de Joseph Jackson, et se spécialise dans le droit matrimonial. Elle devient présidente de la Family Law Bar Association.
Elle est nommée conseillère de la reine (QC) en 1976.
En janvier 1979, elle est nommée juge à la Haute Cour de justice. Comme ses prédécesseuses, Elizabeth Lane et Rose Heilbron, elle est affectée à la Division de la famille. En 1980, elle  préside un comité qui prône à l’unanimité la reconnaissance du divorce sans faute, mais le « Divorce, Dissolution and Separation Act 2020 » n'entre en vigueur qu'en 2022.
Elle prend sa retraite en 1994 à 60 ans et s'investit dans des organismes de bienfaisance. Elle traduit en anglais le roman Madame Bovary.
Elle est docteure honoris causa en droit (LLD) de l'université de Liverpool en 1992 et est vice-présidente du conseil de cette université de 1996 à 1999. Elle est nommée fellow de l'University College de Londres en 1992. Elle est présidente du National Family and Parenting Institute, rôle dans lequel elle critiquait vivement la manière dont les tribunaux de la famille n'étaient pas à la hauteur, considérant que le Royaume-Uni avait des décennies de retard sur les autres pays.
À partir de 2004, elle est présidente de l'Institut de la famille et de la parentalité, après en avoir été directrice de 1999 à 2004.
Elle épouse en 1982 Joseph Jackson, qui meurt en 1987 des suites d'un accident de voiture. Elle se remarie en 1993 avec le négociant Peter Gluksman, celui-ci meurt en 2002. À la fin de sa vie, Margaret Booth est atteinte de maladie de Parkinson. Elle meurt le 1er janvier 2021 à 87 ans.